# Gare de La Ville-Dieu
La gare de La Ville-Dieu est une gare ferroviaire française de la ligne de Bordeaux-Saint-Jean à Sète-Ville, située sur le territoire de la commune de La Ville-Dieu-du-Temple, dans le département de Tarn-et-Garonne en région Occitanie
C'est une halte voyageurs de la Société nationale des chemins de fer français (SNCF), desservie par des trains TER Occitanie.

## Histoire
La station de Lavilledieu est mise en service le 30 août 1856 par la Compagnie des chemins de fer du Midi et du Canal latéral à la Garonne, lorsqu'elle ouvre à l'exploitation la section de Valence-d'Agen à Toulouse.
En 1858, elle est la 37e station du chemin de fer de Bordeaux à Cette, elle dessert le village de Lavilledieu, qui compte 876 habitants, située à 195 km de Toulouse et 282 km de Cette.

### Fréquentation
En 2015, selon les estimations de la SNCF, la fréquentation annuelle de la gare était de 11 068 voyageurs et de 23 006 voyageurs en 2022.
De 2015 à 2023, selon les estimations de la SNCF, la fréquentation annuelle de la gare s'élève aux nombres indiqués dans le tableau ci-dessous :
| Année           | 2015   | 2016  | 2017   | 2018  | 2019   | 2020   | 2021   | 2022   | 2023   |
| --------------- | ------ | ----- | ------ | ----- | ------ | ------ | ------ | ------ | ------ |
| Voyageurs seuls | 11 127 | 9 073 | 10 242 | 9 992 | 11 468 | 11 941 | 18 839 | 23 006 | 25 528 |

## Service des voyageurs

### Accueil
Halte SNCF, c'est un point d'arrêt non géré (PANG).

### Desserte
La Ville-Dieu est desservie par les trains TER Occitanie de la relation Agen - Toulouse-Matabiau.

### Intermodalité
Un parc pour les vélos et un parking pour les véhicules y sont aménagés.
La ligne 803 du réseau liO dessert la gare.